# 瘤緣蝽
瘤緣蝽（学名：Acanthocoris scaber），又名瘤緣椿象，为緣蝽科瘤緣蝽屬下的一种椿象。